# Keila
Keila (niem. Kegel) – miasto w Estonii położone 25 km na zachód od Tallinna.
Powierzchnia miasta: 10,46 km²
Liczba mieszkańców: 9500.

## Gospodarka
W mieście rozwinął się przemysł spożywczy, włókienniczy oraz mineralny.

## Sport
- Keila JK – klub sportowy, którego sekcją jest piłka nożna.

## Galeria

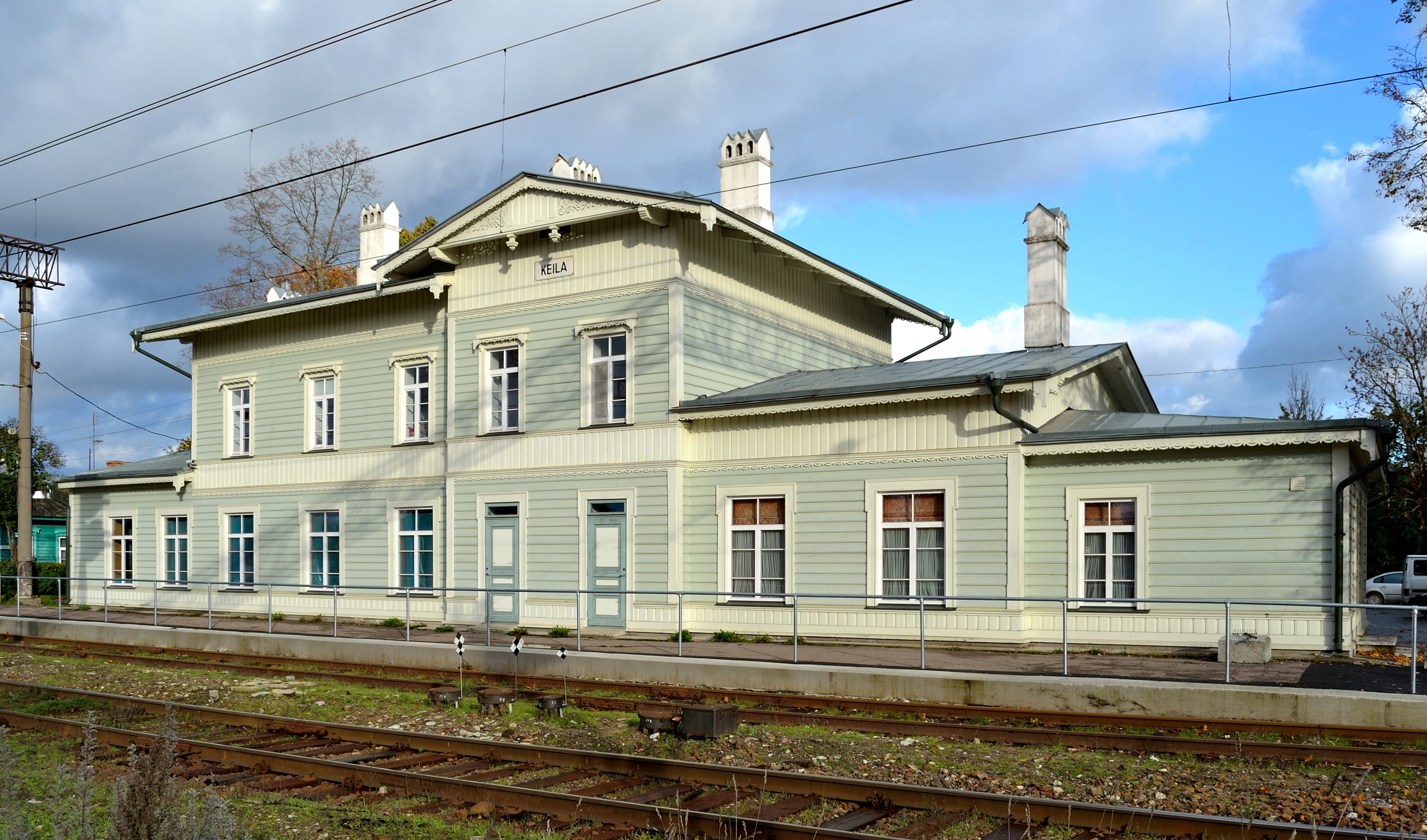
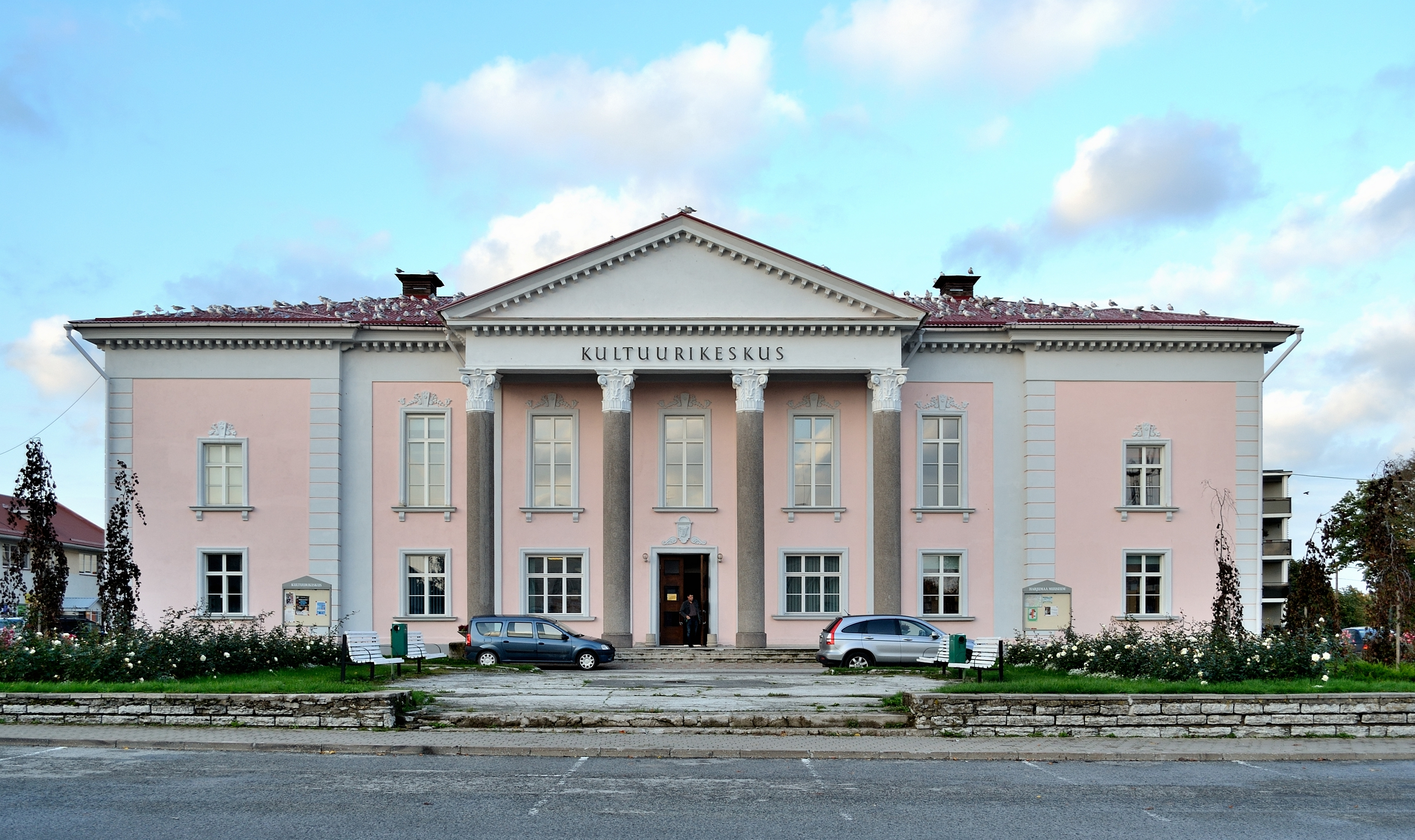
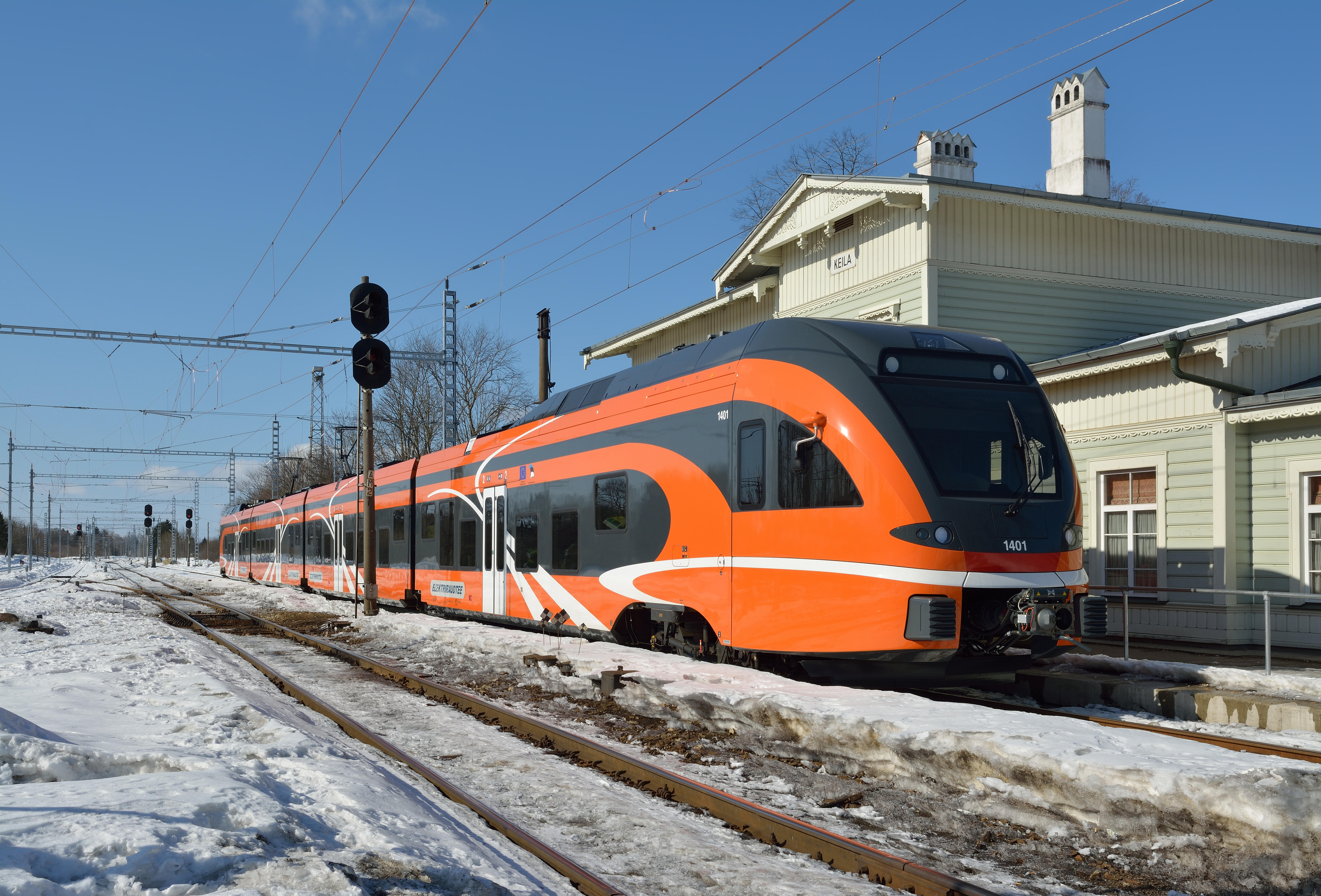
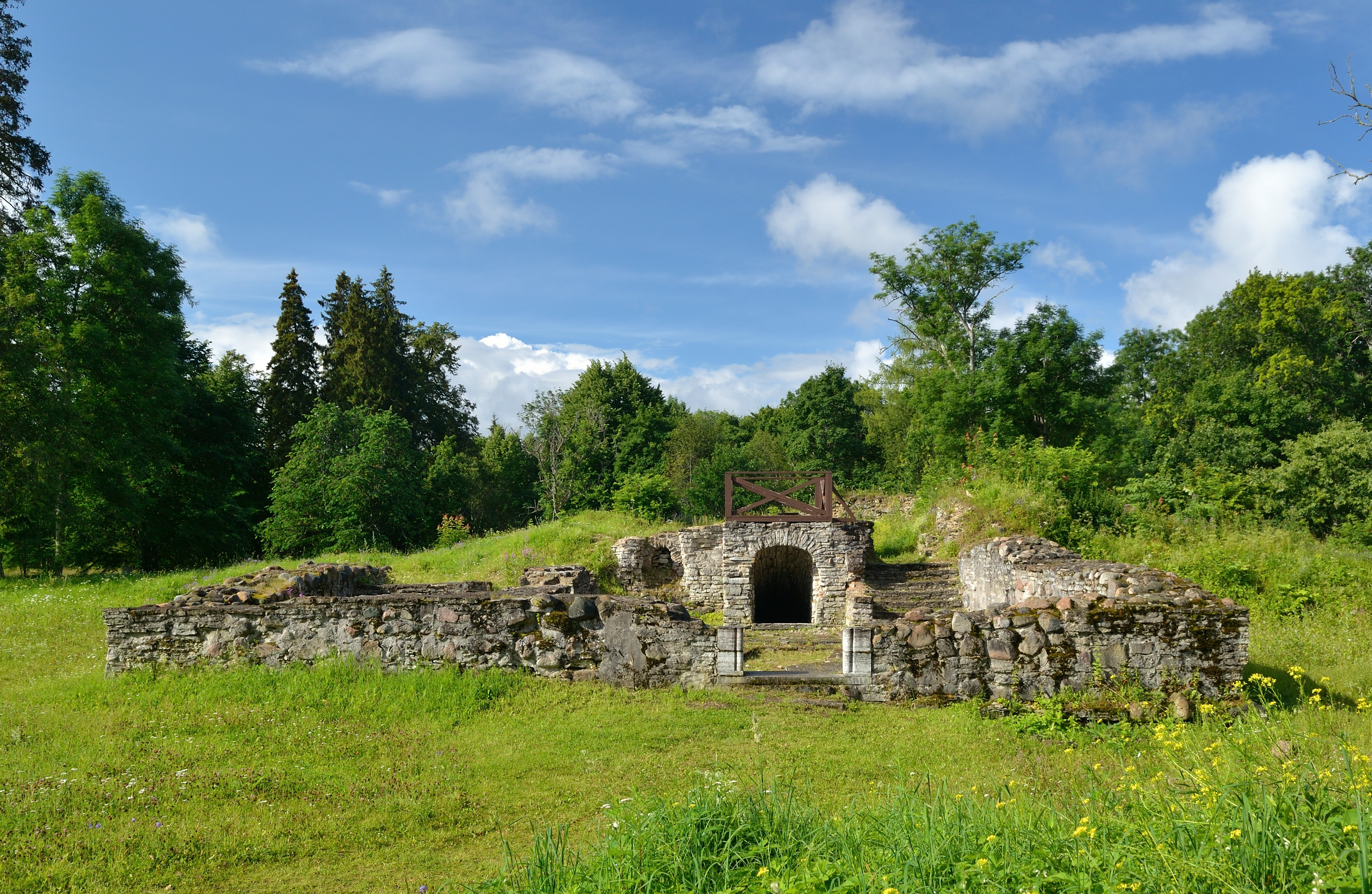
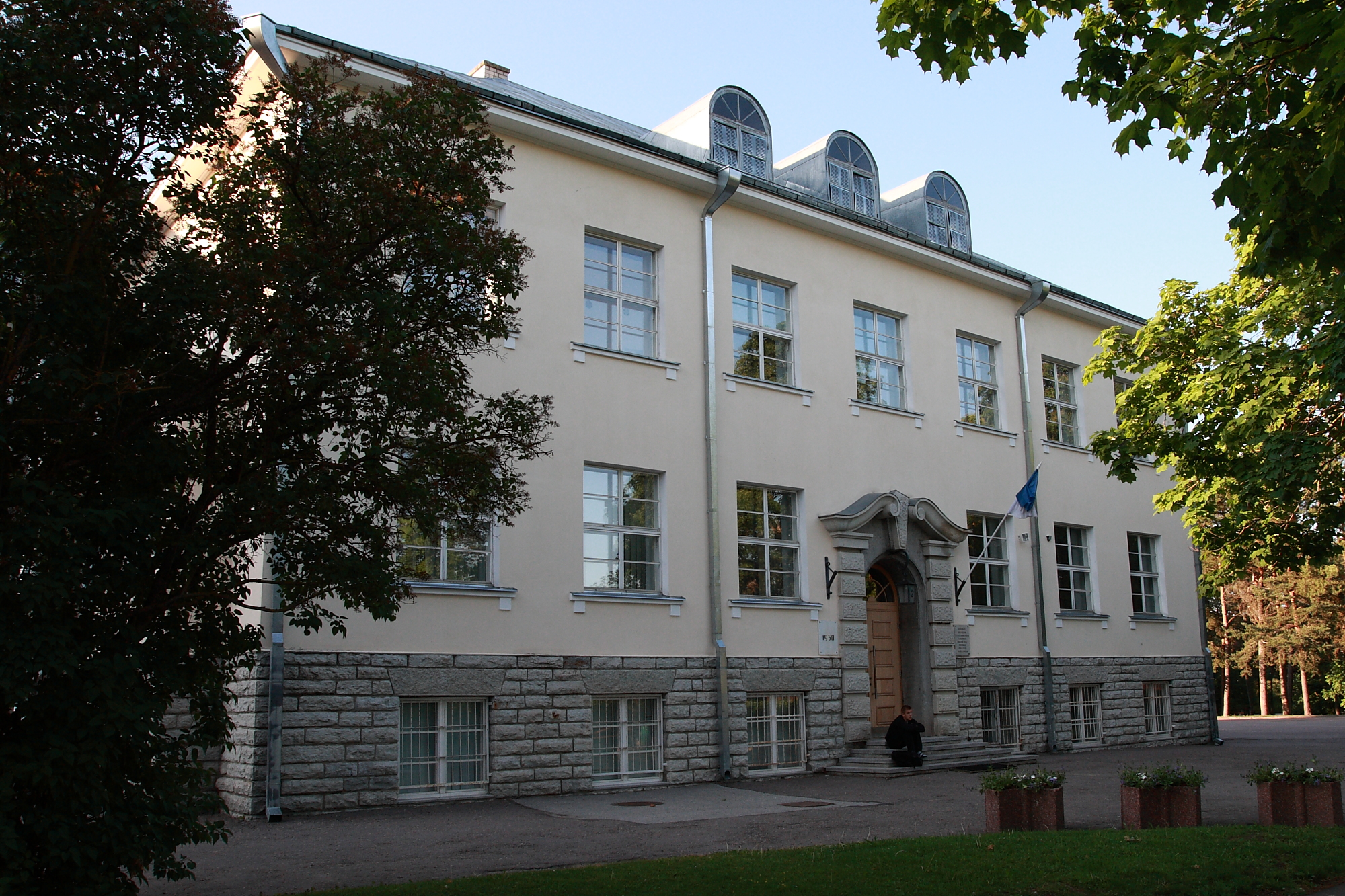
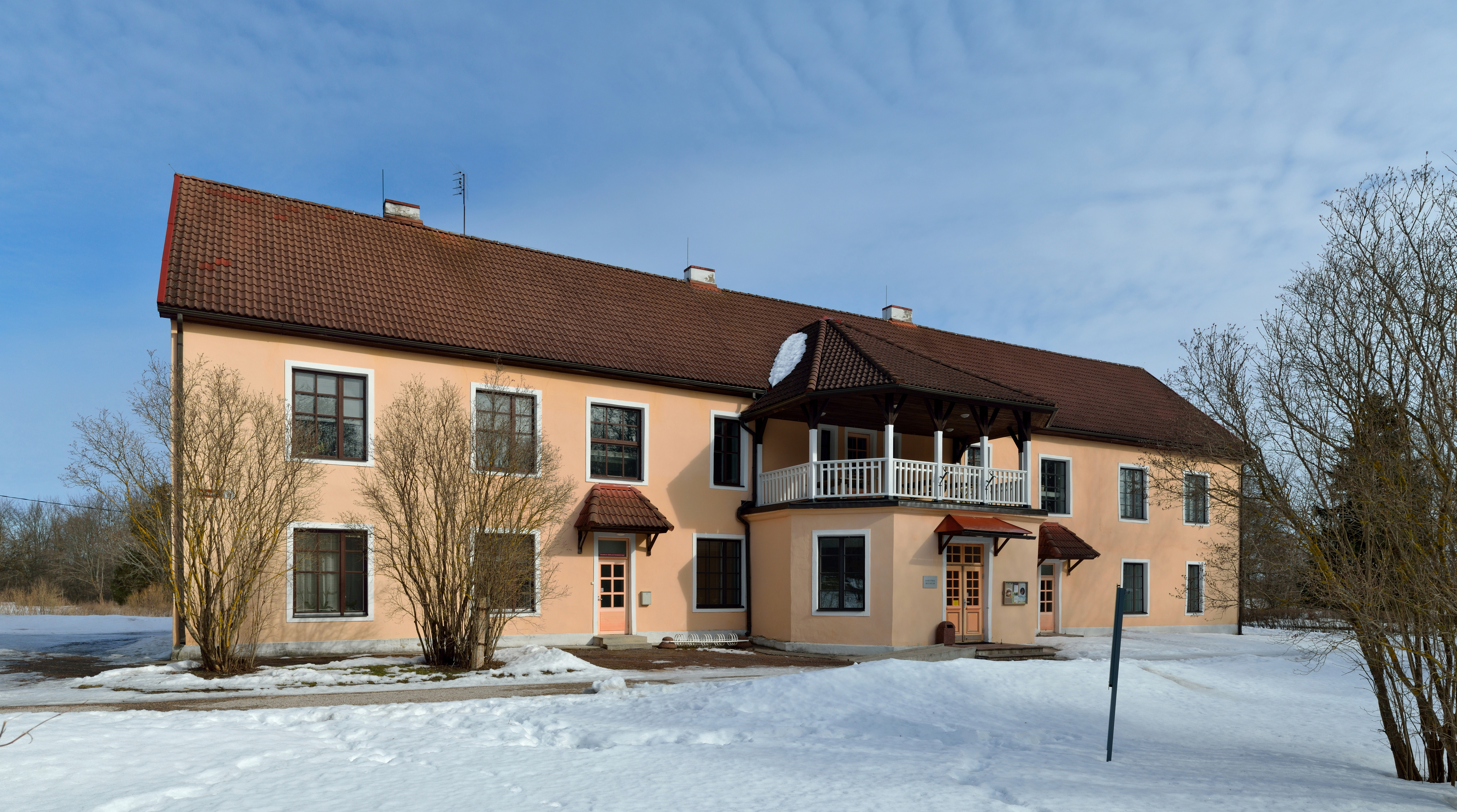
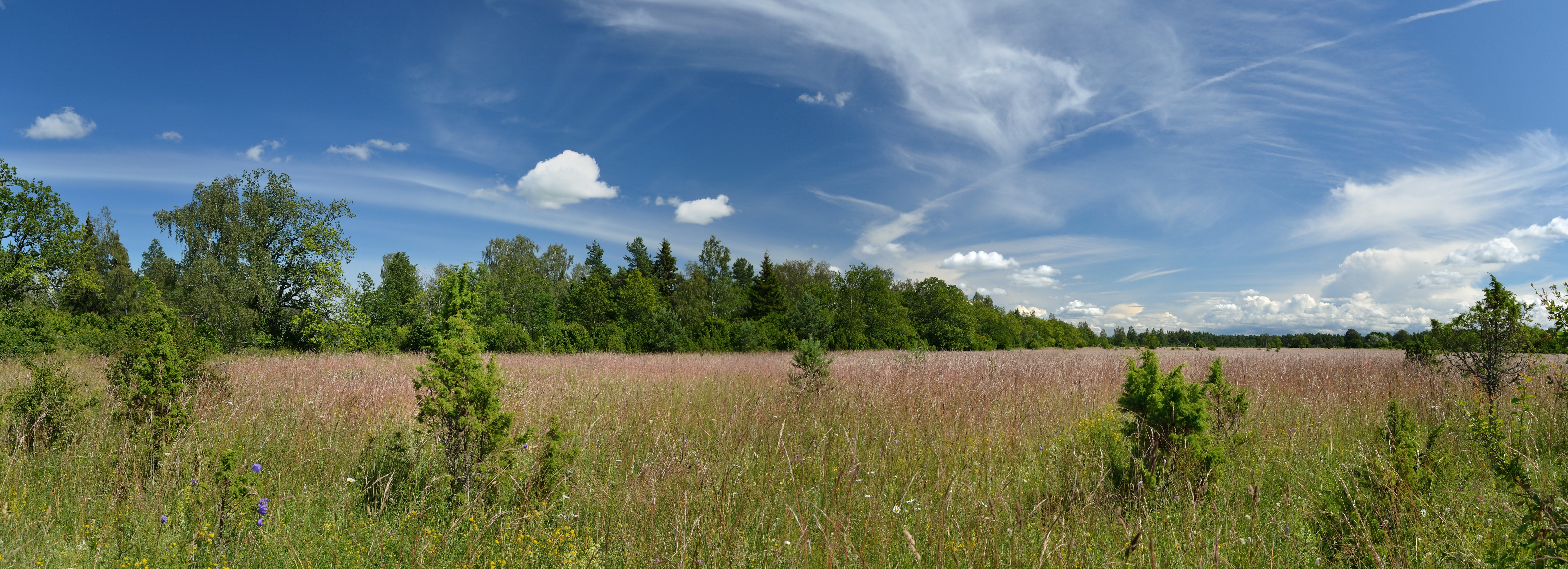
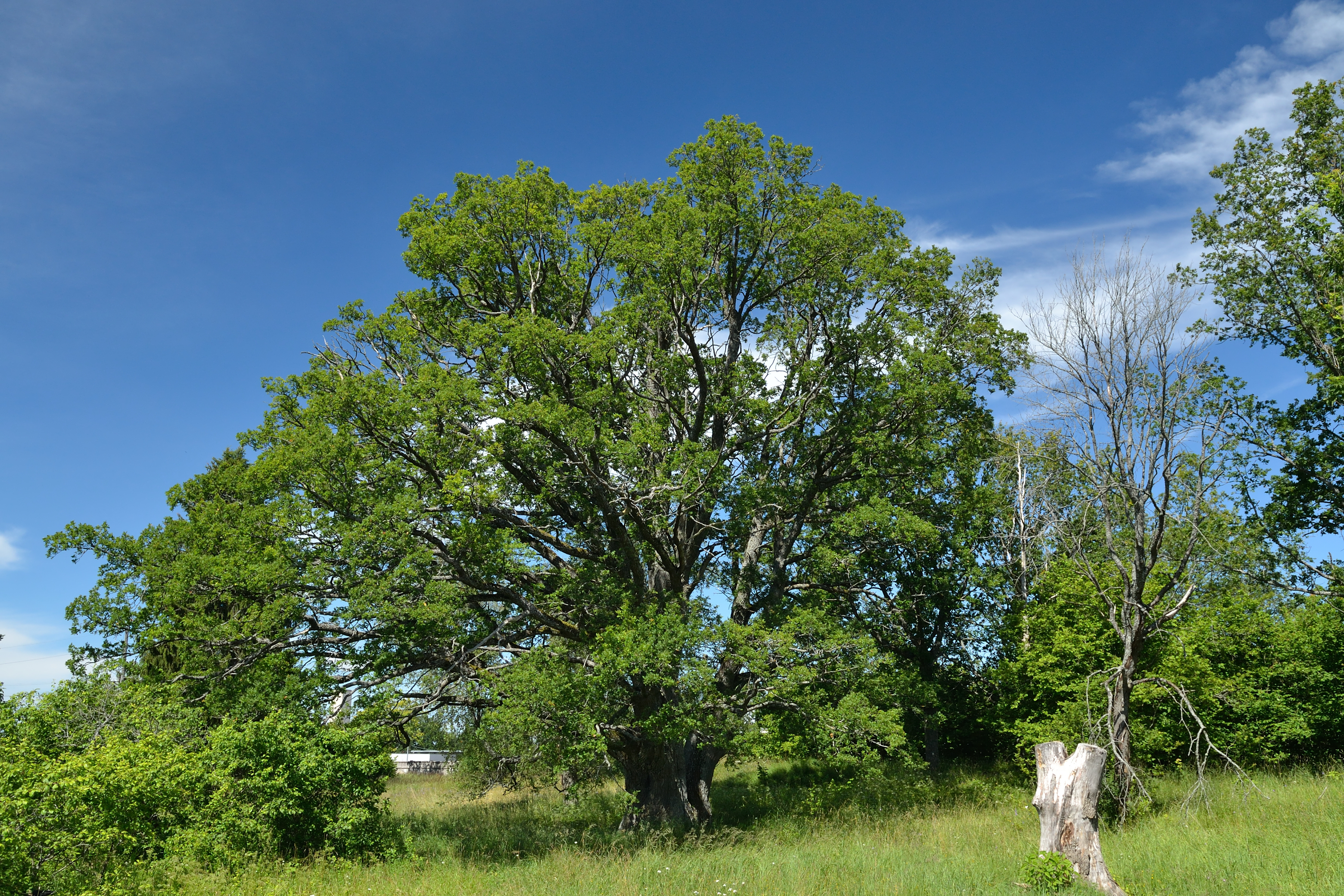

## Miasta partnerskie
Na podstawie:
- Nacka
- Huittinen
- Barsbüttel
- Sigulda
- Birsztany
- Cziatura
- Kerava